# Кралски щит
„Кралски щит“ (на английски: Kingdom Force) е канадски компютърно-анимиран сериал, създаден от Матю Фернандес. Сериалът се разказва за екип от животни супергерои. Премиерата на сериала е излъчена на 7 декември 2019 г. и приключва на 9 септември 2020 г.

## Актьорски състав и герои

### Главни герои
- Боби Кнауф – Лука
- Тайлър Нейтън – Джабари
- Марк Едуардс – Ти Джей
- Джули Сайп – Далайла
- Дуейн Хил – Норвин
- Джейн Спенс – Спрокет

### Поддържащи герои
- Джеф Лъмби – Кмет Хъниклоу
- Роб Тинклър – Кралят котка
- Брад Адамсън – Професор Дънбит
- Уайът Уайт – Хувър
- Кейти Грифин – Либърти Лонгтейл
- Мегън Фахлънблок – Митънс МакГъир
- Саманта Уейнщайн – Джалопи

### Злодеи
- Дуейн Хил – доктор Сейбър
- Ники Бърк – Енви Фернандез
- Дани Смит – Макс Волюм

## Премиера
Сериалът се излъчва първоначално по CBC Television през 2020 г. като част от блока CBC Kids. По-късно през 2020 г. се излъчва премиерно по Boomerang в САЩ, и през 2023 г. се излъчва премиерно и по Sonshine Media Network International във Филипините.

## В България
В България сериалът започва излъчване по „Бумеранг“ на 1 септември 2020 г. на английски език.
През 2021 г. е достъпен в стрийминг платформата „Ейч Би О Гоу“, а през 2022 г. се премества в „Ейч Би О Макс“.

### Нахсинхронен дублаж
Дублажът е нахсинхронен в студио „Про Филмс“.
| Роля            | Изпълнител       |
| --------------- | ---------------- |
| Лука            | Росен Русев      |
| Норвин          | Атанас Сребрев   |
| Професор Дънбит | Сотир Мелев      |
| Доктор Сейбър   | Явор Караиванов  |
| Мечок 1         | Марио Иванов     |
| Мечок 2         | Здравко Димитров |